# Quarter Moon in a Ten Cent Town
Quarter Moon in a Ten Cent Town — четвёртый студийный кантри-альбом американской певицы Эммилу Харрис, выпущенный в январе 1978 года на рекорд-лейбле Warner Bros. Records. Пластинка заняла строчку № 3 в Top Country Albums и № 29 в Billboard Top LPs & Tape. Сингл «Two More Bottles of Wine» возглавил Hot Country Songs, песня «To Daddy» достигла позиции № 3, а «Easy From Now On» — № 12. В отличие от предшественников, альбом состоял из работ современных авторов и не содержал популярной классики кантри или рока, равно как и треков из репертуара Грэма Парсонса.

## Альбом
Прошлые релизы Харрис состояли в основном из кантри-стандартов, творчества Грэма Парсонса и поп-роковых песен. Однако за несколько лет певица и её продюсер Брайан Ахерн накопили внушительную коллекцию самого разного материала. Этому способствовали их близкие отношения и последующий брак, позволявшие им работали над песнями спонтанно и под вдохновение. В итоге на Quarter Moon in a Ten Cent Town они смогли попробовать новый подход. Окончательно перестав опираться на музыку Парсонса, певица в этот раз не записала ни одной его композиции. Не было в трек-листе и проверенной временем популярной классики. Взамен артистка сосредоточилась на материале современных авторов. Стилистически альбом стал переходным между ранними экспериментальными работами Харрис и более традиционными кантри-проектами, которые она стала записывать на следующем этапе карьеры.
В альбоме Харрис представила сентиментальную песню Долли Партон «To Daddy» и композицию техасского рокера Делберта Макклинтона «Two More Bottles of Wine». Здесь же были две работы канадского песенника Джесси Винчестера: «My Songbird» и «Defying Gravity». Прощальным подарком Родни Кроуэлла, покинувшего вскоре The Hot Band ради сольной карьеры, стали треки «Ain’t Living Long Like This» и «Leaving Louisiana in the Broad Daylight». Балладу «Green Rolling Hills» Юты Филлипса с Харрис спели Фэйсу Старлинг и заменивший Кроуэлла Рики Скэггс. Вилли Нельсон присоединился к ней в композиции Уолтера Мартина Коварта «One Paper Kid». Этот дуэт в стиле «отец-дочь» стал развитием их приятельских отношений и частых гастролей Харрис у Нельсона на разогреве. Название альбому дала фраза из песни «Easy From Now On» Картлин Картер и Сюзанны Кларк. Последняя нарисовала для пластинки обложку.
Помимо бывших и текущих членов The Hot Band вроде Джеймса Бёртона, Эмори Горди и Глена Хардина, с Харрис в альбоме записались Гарт Хадсон (аккордеон и саксофон) и Рик Дэнко (фиддл) — оба из группы The Band, с которой певица ранее снялась в фильме-концерте «Последний вальс». Штатный гитарист The Hot Band Альберт Ли на этот раз играл не только на гитаре и мандолине, но и на фортепиано в «Two More Bottles of Wine». В 2004 году Quarter Moon in a Ten Cent Town был отреставрирован и переиздан с двумя концертными бонус-треками — «New Cut Road» авторства Гая Кларка и «LaCassine Special» (дуэтом с Бэрри Ташияном).

## Релиз
Альбом занял строчку № 3 в чарте Top Country Albums и № 29 в Billboard 200. Сингл «Two More Bottles of Wine» стал для Харрис третьим по счету хитом № 1 в Hot Country Songs. Песня «To Daddy» достигла строчки № 3, а «Easy From Now On» — № 12. По продажам Quarter Moon in a Ten Cent Town получил золотой статус. Пластинка номинировалась на премию «Грэмми» как «Лучшее женское вокальное кантри-исполнение». Журнал Rolling Stone включил её в свой список «50 кантри-альбомов, которые должен иметь каждый поклонник рока» (2015). Между тем певица была недовольна релизом, считая что после сведения материал утратил изначальную атмосферу. Проблему она видела в своём излишнем вмешательстве в процесс микширования — в погоне за идеальным звучанием и вопреки доводам Брайана Ахерна. Это в дальнейшем повлияло на желание Харрис записать более живой и традиционный кантри-альбом — Blue Kentucky Girl (1979).

## Трек-лист
| №   | Название                                  | Автор(ы)                      | Длительность |
| --- | ----------------------------------------- | ----------------------------- | ------------ |
| 1.  | «Easy From Now On»                        | Сюзанна Кларк, Картлин Картер | 3:07         |
| 2.  | «Two More Bottles of Wine»                | Делберт Макклинтон            | 3:07         |
| 3.  | «To Daddy»                                | Долли Партон                  | 2:47         |
| 4.  | «My Songbird»                             | Джесси Винчестер              | 3:09         |
| 5.  | «Leaving Louisiana in the Broad Daylight» | Родни Кроуэлл, Дониван Коварт | 4:20         |
| 6.  | «Defying Gravity»                         | Джесси Винчестер              | 4:16         |
| 7.  | «I Ain’t Living Long Like This»           | Родни Кроуэлл                 | 4:06         |
| 8.  | «One Paper Kid» (c Вилли Нельсоном)       | Уолтер Мартин Коварт          | 2:57         |
| 9.  | «Green Rolling Hills» (c Фэйсу Старлинг)  | Юта Филлипс                   | 3:40         |
| 10. | «Burn That Candle»                        | Уинфилд Скотт                 | 4:27         |

Бонус-треки в переиздании 2004 года:
1. «New Cut Road» (Гай Кларк) — 4:10
2. «LaCassine Special» (с Бэрри Ташияном[англ.]) (Айри Лежен[англ.], Эдди Шулер) — 2:44

## Музыканты
- Брайан Ахерн — акустическая гитара, 12-струнная гитара, гитара с жильными струнами, перкуссия, baby bottle
- Даян Брукс[англ.] — бэк-вокал
- Джеймс Бёртон — электрогитара
- Родни Кроуэлл — акустическая гитара, электрогитара,
- Рик Дэнко[англ.] — фиддл, бэк-вокал
- Хэнк Девито[англ.] — педал-стил
- Эмори Горди — бас
- Глен Хардин — фортепиано, электропианино, оркестровки, дирижёр
- Эммилу Харрис — вокал, акустическая гитара
- Гарт Хадсон — аккордеон, баритон-саксофон
- Николетт Ларсон[англ.] — дуэт-вокал
- Альберт Ли — акустическая гитара, электрогитара, мандолина, фортепиано
- Вилли Нельсон — дуэт-вокал
- Микки Рафаэль[англ.] — гармоника
- Рики Скэггс — фиддл, альт
- Джон Уэйр[англ.] — ударные, перкуссия

## Техперсонал
- Брайан Ахерн — продюсер, звукоинженер
- Дониван Коварт — звукоинженер
- Брэдли Хартман — звукоинженер
- Майкл Холлифилд — дизайнер
- Эд Трэшер[англ.] — фотограф

## Позиции в хит-парадах
| Хит-парад (1978)                   | Высшая позиция |
| ---------------------------------- | -------------- |
| США (Billboard Top Country Albums) | 3              |
| США (Billboard Top LPs & Tape)     | 29             |